# Gota fria

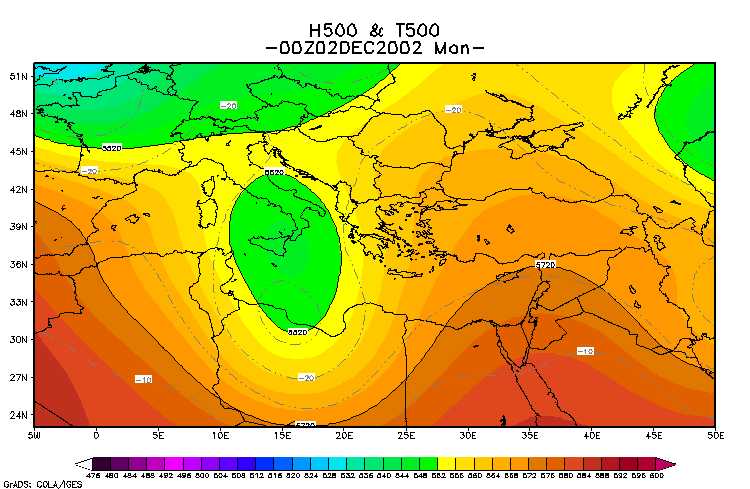
Uma DANA separada da corrente principal situada sobre o centro-sul da Itália

A DANA (iniciais do espanhol depresión aislada en niveles altos; em português depressão isolada em altos níveis) é um fenômeno meteorológico na forma de um sistema de baixa pressão fechado de nível superior (altitude superior a 5 mil metros) com um  núcleo de ar muito frio que tem um diâmetro aproximado de 500 a 1 000 km. Ocorre em regiões de médias latitudes - de 30° a 45° - e é bastante comum na Europa, principalmente na Espanha, durante o outono, ocorrendo também na América do Sul. Geralmente provoca chuvas e ventos intensos que podem causar grandes danos e também pode vir associada a granizo e nevascas.
O termo DANA se tornou conhecido em outros locais do mundo em 2024 devido às enchentes catastróficas no leste espanhol, principalmente em Valência, tendo sido usado pela CNN Brasil , o Globo , Band, etc, mas o fenômeno também muitas vezes é chamado de gota fria, queda de frio ou baixa segregada.
"A gota fria é um dos termos meteorológicos mais usados coloquialmente e mais enraizados na Espanha: está presente todos os anos na mídia, na rua, etc. É sinônimo de chuvas catastróficas, intensas e danosas, assim como de condições meteorológicas altamente perigosas", explicou Francisco Martín León no INM, o Instituto Nacional de Meteorologia da Espanha.

## DANAS importantes

### Espanha

#### Anos 1800-1999
- Inundação de Santa Teresa em 15 de outubro de 1879, que causaram mais de 1000 mortes nas províncias de Murcia, Almería e Alicante;
- Em 11 de setembro de 1891, uma queda repentina de frio devastou quase toda a província de Almería, levando ao transbordamento de rios e bulevares. Houve dezenas de mortes. Depois disso, decidiu-se canalizar a Rambla de Belén ao passar pela cidade de Almería;
- Toledo, 1891.
- Grande inundação de Valência: em 14 de outubro de 1957, a cidade de Valência foi inundada, causando pelo menos 81 mortos e enormes danos materiais. Motivou a construção do novo leito do rio Turia, obra de engenharia que se destaca pela amplitude e dimensões;
- Barcelona (inundações nas bacias dos rios Llobregat e Besós), Castellón (Rambla de la Viuda) e nas Ilhas Baleares (Palma de Maiorca e Andrach  em 25 de setembro de 1962;
- Murcia: transbordamento do rio Guadalentín e seu afluente, Rambla Nogalte e Granada (Rambla de Albuñol) em 19 de outubro de 1973;
- Ilhas Baleares: em menos de 2 horas no dia 6 de setembro de 1989, 188 litros por metro quadrado caíram em Manacor e 192 em Porto Cristo (Maiorca ) com consequências devastadoras e um total de 5 mortos;
- Alicante: em 19 e 20 de outubro de 1982 e 30 de setembro de 1997, ocorreram duas inundações devastadoras, causando dezenas de mortes. Estima-se que houve chuvas de de 300 mm em apenas algumas horas;
- Região da Ribera (província de Valência): uma queda de frio em 20 de outubro de 1982 provocou o desmoronamento da barragem de Tous inundou toda a região de La Ribera causando grandes danos. Aldeias inteiras foram inundadas, e a situação levou à visita do Papa João Paulo II a Alcira, uma cidade que foi inundado quase na sua totalidade. Até hoje, os vestígios da catástrofe ainda podem ser vistos na região, em cidades como Gabardaque, que se divide em dois núcleos urbanos, um deles inundado até a altura do primeiro andar, o que levou à criação do segundo núcleo no sopé de uma montanha próxima, com algumas casas ainda em conservação no núcleo antigo, ou em Benegida , que foi tão devastada que toda a vila se deslocou alguns quilómetros para sul, restando da zona antiga apenas o traçado das ruas e a igreja matriz;
- Bilbao: em 26 de agosto de 1983, o estuário do Nervión transbordou em vários pontos da Biscaia, especialmente em Bilbao, onde a água atingiu 5 metros em alguns pontos da capital da Biscaia. O fenômeno causou 34 mortes e 5 desaparecidos;
- Comunidade Valenciana e Região de Múrcia em novembro de 1987: em Gandía e Oliva as chuvas ultrapassaram os 500l/m² e devastaram a região de Safor. Em Oliva, foi atingido o recorde espanhol de quantidade de precipitação em 24 horas: 81 l/m². Na bacia de Segura, as chuvas ultrapassaram os 300 mm em Beniel e Orihuela e provocaram o transbordamento do rio Segura que inundou Vega Baja durante vários dias;
- Região de Murcia e província de Alicante em 1989: houve várias vítimas em Bolnuevo, na cidade de Mazarrón, com chuvas intensas na bacia de Segura que provocaram o transbordamento em vários pontos, incluindo Orihuela;
- Alicante e ao sul da província de Valência em setembro de 1997: em Alicante, 270 mm caíram em menos de 6 horas, causando inundações na cidade e 4 mortes. No sul da província de Valência, fortes chuvas, que ultrapassam os 200 mm em Mogente, fazem subir os afluentes do Júcar e pequenos transbordamentos deste em Algemesí;

#### Anos 2000
- Castellón e Norte de Valência, em 2000: os últimos dias de outubro, um longo período de gota fria causou chuvas acumuladas de mais de 600l/m² em três dias que fizeram transbordar rios como Palancia, Veo, Mijares e causaram graves inundações em Onda, Nules, Castellón e Vall de Uxó, quase destruindo os reservatórios de María Cristina e Benitandús;
- Tenerife em 2002:  uma queda de frio causou chuvas torrenciais na área metropolitana de Santa Cruz de Tenerife, deixando um saldo de 8 mortos, 12 desaparecidos e perdas materiais no valor de 90 milhões de euros;
- Almuñécar e Nerja, em 21 de setembro de 2007;
- Alcalá de Guadaíra em 3 de outubro de 2007;
- Marina Alta 2007: a queda de frio de 12 e 13 de outubro levou a 450mm de precipitação (em cerca de 15 horas) em alguns pontos (Parcent, l'Atzúbia, Murla, Vall d'Ebo) e causou a maior inundação documentada do Rio Girona, destruindo a ponte de Beniarbeig e inundando grande parte dessa população, além de causar uma morte pelo desabamento de uma casa ao passar por El Verger;
- Região de Murcia em 2012: no Vale do Guadalentín, principalemente na Rambla de Nogalte, houve sete mortos, desabamento da ponte rodoviária em Puerto Lumbreras  milhares de animais soterrado, estradas destruídas e centenas de casas afetadas;

- Província de Málaga: em 19, 20 e 21 de outubro de 2018  463 mm foram registrados em Campillos e 452 mm em Ardales. Alpandeire também registrou chuvas intensas e mais de quarenta municípios foram afetados em suas infraestruturas, pecuária e lavouras, morrendo um bombeiro no trabalho de socorro;
- Destruição na estrada N-340  em setembro de 2019;

- Comunidade Valenciana, Região de Murcia, Albacete e Almería em setembro de 2019: as chuvas de mais de 30 mm causam o transbordamento do rio Clariano em Onteniente e inundações em Albacete. Chuvas de mais de 200 mm ocorreram em toda a bacia média e baixa do rio Segura fazendo  com que o rio transbordasse em vários pontos, de Cieza aos distritos da cidade de Murcia, embora a pior situação ocorresse em Vega Baja, Alicante, com mais de 500 mm em Orihuelae e o alagamento de inúmeros centros urbanos e mais de 5.000ha de pomares. Foram registrados 7 óbitos: dois em Caudete (Albacete), um em Almería, um em Baza (Granada), dois em Orihuela (Alicante) e um em San Fulgencio (Alicante).  A magnitude e a extensão das chuvas em diferentes comunidades na Espanha afetaram muitas localidades com inúmeros danos. De acordo com o Consórcio de Compensação de Seguros, numa estimativa provisória, esta queda de frio afetou cerca de 30.000 segurados, levando a indemnizações entre 170 e 190 milhões de euros;[5]
- Valência, Alicante e a Região de Múrcia em dezembro de 2019: em Valência, a localidade mais afetada foi Gandía e na província de Murcia ocorreram também graves inundações em Los Alcázares e San Javier.
- Nas noites de 29 e 30 de outubro de 2024, um DANA causou perdas consideráveis de vidas e danos extensos, especialmente na Comunidade Valenciana[10] e nas províncias de Albacete[11], Almería[12][13] e Málaga[14]. Mais de 200 pessoas morreram, no que foi em Valência o pior desastre natural em décadas. Ver artigo principal: Enchentes na Espanha em 2024

### América do Sul
- Entre 26 de março e 2 de abril de 2007, uma queda fria se desenvolveu na costa do Chile central, causando mudanças importantes na circulação atmosférica sobre o Cone Sul. Nesse período, foi favorecido o avanço do ar tropical, úmido e instável em direção ao centro-leste da Argentina, produzindo chuvas intensas por vários dias consecutivos naquela região, o que causou inundações no sul de Santa Fé e no sul de Entre Ríos;
- Em 8 de julho de 2007, após uma grande eclosão de ar antártico para o centro e norte da Argentina, uma baixa segregada começou a se formar sobre o centro do Chile. Ao avançar para o continente no dia seguinte (9 de julho), produziu nevascas atípicas em vários locais do centro da Argentina, incluindo a cidade de Buenos Aires, onde não nevava desde 1918;
- No final de fevereiro e início de março de 2008 desenvolveu-se outra baixa segregada, desta vez no Rio de La Plata e no Uruguai, que produziu um longo período de mau tempo de cerca de 10 dias de Buenos Aires, com chuvas persistentes. Em meados desse período, em 2 de março, foram registradas 2 trombas d' água no Río de La Plata, na costa de Olivos;
- No início de abril de 2013, uma baixa segregada formou-se sobre o centro da Argentina, causando fortes chuvas durante dois dias de Buenos Aires e La Plata, com grandes inundações em ambas as cidades;
- No início de abril de 2014, uma nova gota fria se desenvolveu sobre o oceano Pacífico, ao largo da costa centro-sul do Chile, mantendo o ambiente úmido e instável no centro da Argentina por uma semana. Em seu avanço para o leste no dia, produziu fortes chuvas no norte da Patagônia, causando inundações na província de Neuquén, as piores em 40 anos.

## Sumário
- Este artigo foi inicialmente traduzido, total ou parcialmente, do artigo da Wikipédia em castelhano cujo título é «Gota fría», especificamente desta versão.